# Canton de Fontenay-aux-Roses
Le canton de Fontenay-aux-Roses est une ancienne division administrative française située dans le département des Hauts-de-Seine et la région Île-de-France.

## Géographie
Le canton correspondait exactement aux limites de la commune de Fontenay-aux-Roses.

## Histoire
Le décret no 84-1241 du 24 décembre 1984 a détaché la commune de Fontenay-aux-Roses du canton de Châtillon pour en faire un canton distinct. Cette disposition est entrée en vigueur lors des élections cantonales de mars 1985.

## Administration
| Période | Période | Identité          | Étiquette | Qualité |
| ------- | ------- | ----------------- | --------- | --- |
| 1985    | 1994    | Philippe Marino   | RPR       | Ancien conseiller général du Canton de Châtillon (1982-1985) |
| 1994    | 2015    | Pascal Buchet (d) | PS        | Médecin néphrologue Maire de Fontenay-aux-Roses (1994-2014) Président de la Communauté d'agglomération Sud de Seine Président du groupe socialiste au Conseil général des Hauts-de-Seine (1994-2003) |

## Composition
| Nom                            | Code Insee | Intercommunalité         | Superficie (km2) | Population (dernière pop. légale) | Densité (hab./km2) |
| ------------------------------ | ---------- | ------------------------ | ---------------- | --------------------------------- | ------------------ |
| Fontenay-aux-Roses (chef-lieu) | 92032      | Métropole du Grand Paris | 2,51             | 22 946 (2014)                     | 9 142              |

## Démographie
| 1962   | 1968   | 1975   | 1982   | 1990   | 1999   | 2006   | 2007   | 2008   | 2009 |
| ------ | ------ | ------ | ------ | ------ | ------ | ------ | ------ | ------ | ---- |
| 20 265 | 23 388 | 25 630 | 23 947 | 23 354 | 23 537 | 23 964 | 24 246 | 24 131 | -    |

## Pour approfondir